# Drosera arenicola
Drosera arenicola är en sileshårsväxtart som beskrevs av Julian Alfred Steyermark. Drosera arenicola ingår i släktet sileshår, och familjen sileshårsväxter.
Artens utbredningsområde är Venezuela.

## Underarter
Arten delas in i följande underarter:
- D. a. arenicola
- D. a. occidentalis